# Петревичский сельсовет
Петревичский сельсовет — административная единица на территории Новогрудского района Гродненской области Республики Беларусь. Административный центр — агрогородок Петревичи.

## Состав
Петревичский сельсовет включает 24 населённых пункта:
- Богданка — деревня.
- Большая Изва — деревня.
- Большая Русиловка — деревня.
- Василевичи — деревня.
- Журавельники — деревня.
- Каменка — деревня.
- Карабитовка — деревня.
- Кремушевка — деревня.
- Кривоногово — деревня.
- Ловцы — деревня.
- Малая Изва — деревня.
- Межники — деревня.
- Мокрец — деревня.
- Налибоки — деревня.
- Новая Гута — деревня.
- Новины — деревня.
- Орковичи — деревня.
- Осмолово — деревня.
- Островна — деревня.
- Петревичи — агрогородок.
- Пудино — деревня.
- Руда — деревня.
- Углы — деревня.
- Устринь-Борки — хутор.

## Производственная сфера
- Свиноводческий комплекс «Орковичи» ОАО «Лидахлебопродукт»
- СООО «Элфа»
- Налибокское лесничество
- СПК «Петревичи»

## Социальная сфера
Учреждения образования:
- Петревичский УПК детский сад-средняя общеобразовательная школа
- Налибокский УПК детский сад- базовая общеобразовательная школа

Учреждения здравоохранения:
- Амбулатория с дневным стационаром на 5 к/мест в д. Новины
- ФАПы: аг. Петревичи, д. Налибоки

Культура:
- Центральный Дом культуры в аг. Петревичи
- Сельский клуб в д. Налибоки

## Памятные места
На территории сельсовета находятся воинские захоронения:
- Памятники погибшим воинам-односельчанам в аг. Петревичи и д. Налибоки;
- Могила партизана Волчецкого в д. Новины

## Достопримечательность
- Памятник-самолёт МиГ-15УТИ в аг. Петревичи